# Sclerophrys mauritanica
El sapo moruno (Sclerophrys mauritanica) es una especie de anfibios anuros de la familia Bufonidae.

## Descripción
Especie parecida a Bufo bufo y Epidalea calamita, puede alcanzar de 13 a 15 cm, de color de fondo beige a verde oliváceo, con manchas definidas de color naranja a rojo. Vientre de color blanco, moteado de manchas grises. Existen ejemplares totalmente rojos o totalmente grises.

## Distribución geográfica
Es un endemismo del Magreb: se encuentra en Argelia, Marruecos, Túnez y, posiblemente, en el Sahara Occidental. Fue introducido en el sur de España, con citas ya en 1911, aunque su población ibérica podría haberse extinguido. Aparece en las ciudades de Ceuta y Melilla, donde coloniza multitud de hábitat, aunque es más abundante en zonas de alcornocal y matorral termomediterráneo.

## Hábitat
Se encuentra en bosques y matorrales secos, humedales, tierras de cultivo y pastizales. Su principal amenaza es la pérdida de hábitat.